# Kimochi wa tsutawaru
Kimochi wa tsutawaru (jap. 気持ちはつたわる) – trzeci japoński singel BoA, wydany 5 grudnia 2001 roku przez Avex Trax. Singel promował album LISTEN TO MY HEART. Osiągnął 15 pozycję w rankingu Oricon Singles Chart i pozostał na liście przez 10 tygodni, sprzedał się w nakładzie 77 220 egzemplarzy.
Singel został wydany na płycie gramofonowej 30 marca 2002 roku.

## Lista utworów

### CD
| Nr | Tytuł                                                         | Słowa       | Kompozycja | Aranżacja              | Czas |
| -- | ------------------------------------------------------------- | ----------- | ---------- | ---------------------- | ---- |
| 1. | „Kimochi wa tsutawaru” (jap. 気持ちはつたわる)                | Kan Chinfa  | BOUNCEBACK | AKIRA                  | 4:27 |
| 2. | „Next Step”                                                   | Maki Mihara | Ken Harada | Ken Harada             | 5:10 |
| 3. | „Amazing Kiss” (Groove That Soul Mix: English ver.)           | GTS         | BOUNCEBACK | Ken Harada, BOUNCEBACK | 4:40 |
| 4. | „Kimochi wa tsutawaru” (jap. 気持ちはつたわる) (Instrumental) |             | BOUNCEBACK | AKIRA                  | 4:26 |
| 5. | „Next Step” (Instrumental)                                    |             | Ken Harada | Ken Harada             | 4:58 |

### Płyta gramofonowa
Strona A
1. „Kimochi wa tsutawaru” (jap. 気持ちはつたわる)
2. „Kimochi wa tsutawaru” (jap. 気持ちはつたわる) (Instrumental)

Strona B
1. „Next Step”
2. „Next Step” (Instrumental)